# Moře trávy
Moře trávy (v originále The Sea of Grass) je americký western z roku 1947, který režíroval Elia Kazan a byl natočen podle stejnojmenného románu Conrada Richtera. Hlavní role ztvárnili Katharine Hepburnová, Spencer Tracy, Melvyn Douglas a Robert Walker.

## Příběh
Děj se odehrává na jihozápadě Spojených států v 80. letech 19. století. Plukovník James Brewton (Spencer Tracy) je bohatý farmář, který se snaží co nejvíce zabránit příchodu novým osadníkům a rozorávání místních nekonečných prérií. Dobře ví, že přeměna stepi na zemědělskou půdu by měla za následek její nenávratné zničení. Mezi místními chudými lidmi a přistěhovalci proto není zrovna oblíbený.
Jeho zápal v boji proti přistěhovalcům už nemůže vystát ani jeho manželka Lutie Cameronová (Katharine Hepburnová) a po několika letech manželství opustí jeho i jejich dvě děti. Brewtonův největší nepřítel Brice Chamberlain (Melvyn Douglas) si ji brzy poté získá na svou stranu a ze zdlouhavého boje o „moře trávy“ nakonec vyjde jako vítěz. Zdejší prérie jsou postupně rozděleny osadníkům a rozorány na pole. Brewton kromě boje vzdává i veškeré naděje na jejich záchranu.
Po pár letech se však ukáže, že měl Brewton ve všem pravdu. Dříve velmi úrodná půda se rázem promění v suchou a písčitou krajinu, ze které se stane naprosto neúrodná poušť. (Zde děj odráží skutečné události z 30. let 20. století známé jako Dust Bowl.)
Všichni pochopí, že nedávno zoraná půda je nyní neúrodná a zcela bezcenná a Lutie začíná velmi litovat, že svého manžela opustila a nepodpořila. Stejně jako místní krajina se mění i jejich děti: dcera Sara Beth a syn Brock. Čím dál více také začíná vyplývat na povrch pravda, že Brock je nemanželský a narodil se po Lutiině románku s Chamberlainem. Nicméně z něj vyroste nebojácný dobrodruh, který se stejně rád bije jako podvádí v kartách, a nakonec je po vraždě na útěku zastřelen šerifovými lidmi.
Nešťastná událost Jima a Lutie opět sblíží natolik, že se opět sejdou a Lutie se rozhodne na farmě s Jimem a jejich zodpovědnou studující dcerou zůstat.

## Obsazení
| Spencer Tracy        | plukovník Jim Brewton |
| Katharine Hepburnová | Lutie Cameronová      |
| Robert Walker        | Brock                 |
| Melvyn Douglas       | Brice Chamberlain     |
| Phyllis Thaxterová   | Sara Beth             |
| Edgar Buchanan       | Jeff                  |
| Harry Carey          | doktor Reid           |